# Caliothrips
Caliothrips (лат.) — род трипсов из семейства Thripidae (Thysanoptera).

## Распространение
Представители этого рода встречаются по всей территории тропиков мира.

## Описание
Мелкие насекомые с четырьмя бахромчатыми крыльями. Самка макроптерная. Голова шире длины; сетчатая, с морщинками в пределах сетки; не выступает перед глазами; глазничная область слегка приподнята; затылочный гребень отсутствует, щёки слабо сужены в основании; одна пара заднеглазничных волосков; нижнечелюстные пальпы 2-сегментные. Антенны 8-сегментные, I сегмент без парных дорсо-апикальных волосков, III — с вильчатым конусом, IV — с одним вильчатым и одним простым конусом. Пронотум сильно сетчатый с морщинами внутри сетки, без длинных волосков. Мезонотум целый, сетчатый с морщинами, переднемедиальная кампановидная сенсилла отсутствует. Метанотум сетчатый с несколькими морщинами, без треугольника, срединные волоски за передним краем, кампановидные сенсиллы отсутствуют. Бахромчатые реснички переднего края переднего крыла короче костальных; первая жилка с широким промежутком в ряду волосков, двумя дистальными волосками; вторая жилка с неполным рядом волосков; клавус с четырьмя жилковыми, но без дискальных волосков; заднемаргинальные бахромчатые реснички волнистые. Простернальная ферна разделена; базантра мембранная и без волосков; мезостернальная эндофурка без шипика, метастернальная эндофурка узко U-образно достигает мезоторакса. Ноги сильно сетчатые, лапки 1-сегментные; задние тазики с заметной свернутой внутренней аподемой. Тергиты без ктенидий, I—VIII с целым краспедумом; тергит II без особой скульптуры; III—VII сетчатые латерально, иногда с морщинами в сетках; VIII без гребня; IX без передней кампановидной сенсиллы; X со срединным расщеплением полным или неполным. Стерниты с целым краспедумом; II—VII с тремя парами постеромаргинальных волосков, VII с двумя маленькими дополнительными волосками. Самцы сходны с самками, стерниты III—VII с поровой пластинкой.
Несколько видов этого рода, например, quadrifasciatus, особенно связаны с листьями злаков, но многие живут преимущественно на листьях бобовых, а также встречаются на многих других растениях и иногда считаются вредителями сельскохозяйственных культур. Родом из южного Китая, вид tongi, повреждает посевы салата-латука (Lactuca sativa, Asteraceae) в Японии.

## Классификация
Включён в состав подсемейства Panchaetothripinae, хотя некоторые авторы выделяли род Caliothrips, в отдельное семейство (Caliothripidae Bhatti, 2006), прежде всего из-за замечательной аутапоморфной аподемы в задних коксах. Филогенетические родственные связи этого рода, по-видимому, находятся в пределах Panchaetothripinae.
- Caliothrips cangaceiro Lima, O'Donnell & Miyasato, 2020

- Caliothrips chiapas Mound & Infante, 2017

- Caliothrips cinctipennis  (Hood, 1912)

- † Caliothrips cordatus  (Bagnall, 1924)

- Caliothrips fasciapennis  (Hinds, 1902)
  - =Heliothrips fasciatus Pergande, 1895
  - =Caliothrips woodworthi Daniel, 1904

- Caliothrips fasciatus  (Pergande, 1895)

- Caliothrips floridensis  Nakahara, 1991

- Caliothrips helini  (Hood, 1940)

- Caliothrips impurus  (Priesner, 1927)

- Caliothrips indicus  (Bagnall, 1913)

- Caliothrips insularis  (Hood, 1928)

- Caliothrips luckmanni  Wilson, 1975

- Caliothrips masculinus  (Hood, 1928)

- Caliothrips multistriatus  Nakahara, 1991

- Caliothrips nanus  (Hood, 1928)

- Caliothrips oneillae  Faure, 1962

- Caliothrips pallidizonata  (Kudo, 1995)

- Caliothrips phaseoli (Hood, 1912)

- Caliothrips punctipennis (Hood, 1912)

- Caliothrips quadrifasciatus (Girault, 1927)

- Caliothrips striatopterus (Kobus, 1893)

- Caliothrips striatus (Hood, 1913)

- Caliothrips sudanensis (Bagnall & Cameron, 1932)

- Caliothrips tongi Mound Zhang & Bei, 2011[2]

- †Caliothrips verae  (Schliephake, 2003)